# Сикхізм у Великій Британії
Згідно переписом населення 2011 року у Великій Британії проживало 420 196 сикхів.

## Демографія
Британські сикхи були високо оцінені як приклад позитивної культурної інтеграції у Великій Британії.

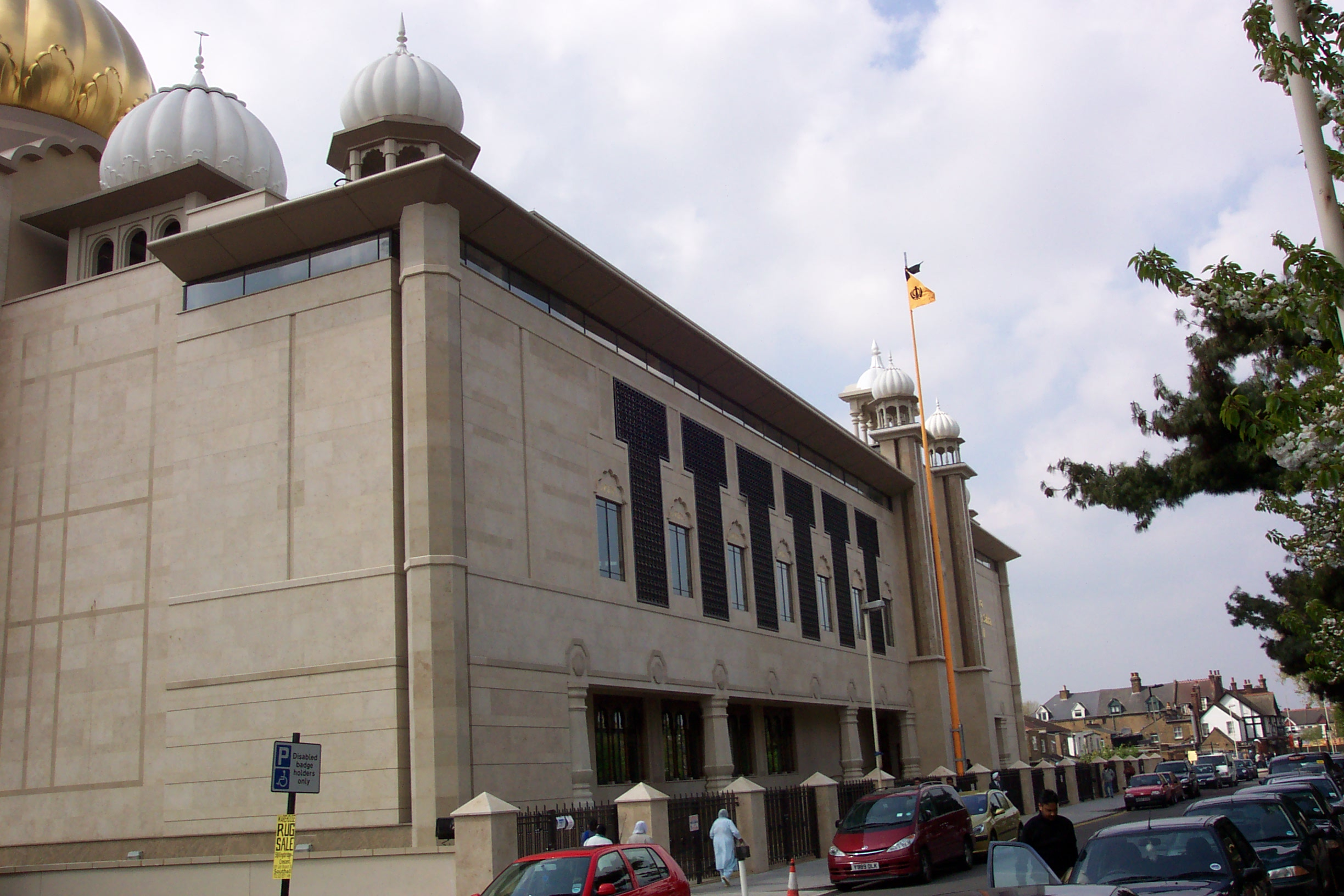
Гурдвара Шрі Гуру Сінгх Сабха Саутхолл в Лондоні

Відповідно до звіту британських сикхів за 2017 рік, який опитує громаду у Великій Британії, 71 % сикхів народилися в Англії, потім 15 % в Індії, 8 % у Східній Африці, 2 % у Шотландії та 1 % в Афганістані.

## Релігія
У Саутхоллі в Лондоні знаходиться найбільший за межами Індії храм сикхів, відомий як Гурдвара Шрі Гуру Сінгх Сабха. Вона була відкрита у 2003 році після майже трирічного будівництва та коштувала 17 мільйонів фунтів стерлінгів.
Багато міст, особливо ті, що мають великі громади сикхів, тепер мають декілька гурдвар для обслуговування релігійних потреб.